# Cuphea beckiana
Cuphea beckiana är en fackelblomsväxtart som beskrevs av A. Lourteig. Cuphea beckiana ingår i släktet blossblommor, och familjen fackelblomsväxter. Inga underarter finns listade i Catalogue of Life.